# Бен 10: Тайната на Омнитрикса
„Бен 10: Тайната На Омнитрикса“ (на английски: Ben 10: Secret Оf Тhe Omnitrixis) е анимационен филм, създаден по телевизионния анимационен сериал от САЩ „Бен и космическата десетка“. Премиерата му е на 10 август 2007 г. в САЩ и на 22 октомври 2007 г. във Великобритания.

## Сюжет
Бен и братовчедка му Гуен се опитват да намерят създателя на Омнитрикса, за да предотвратят унищожителна катастрофа. С помощта на Тетракс, пилота му Глуто и асистента на създателя (наречен Азмут), Бен и Гуен успяват да победят Вилгакс, Шест-шест и армия от роботи.